# Gonimbrasia hübneri
Gonimbrasia hübneri är en fjärilsart som beskrevs av Kirby 1877. Gonimbrasia hübneri ingår i släktet Gonimbrasia och familjen påfågelsspinnare. Inga underarter finns listade i Catalogue of Life.